# فشندک
فَشَندک، روستایی است از دهستان میان طالقان از توابع بخش مرکزی شهرستان طالقان استان البرز. زبان مردم این روستا تاتی است.

## موقعیت
این روستا در ۱۲۰ کیلومتری شمال غرب تهران قرار دارد. ارتفاع آن از سطح دریا ۱۸۶۰ متر است. فاصله روستا طالقان ۱۱ کیلومتر است.

## آثار تاریخی ومفاخر علمی
- حمام روستای فشندک
- اسماعیل‌آباد
- سراه نجات
- سراه پین چال
- پروفسور مریم میرزاخانی از اهالی این روستا بوده است

## جمعیت
این روستا در دهستان میان طالقان قرار داشته و براساس سرشماری سال ۱۳۸۵جمعیت آن ۱٬۱۹۸نفر (۳۸۸خانوار) بوده است. البته جمعیت روستای فشندک در تابستان بیشتر از زمستان است

## زبان
مردم فشندک با گویش تاتی طالقانی تکلم می‌کنند.